# Ruud Drupsteen
Ruud Drupsteen (20 maart 1953) is een Nederlandse acteur, stemacteur, stemregisseur en presentator.

## Loopbaan
Drupsteen speelde rollen in diverse televisieseries. Zo was hij te zien in onder meer Goede tijden, slechte tijden, Goudkust, Hotnews.nl, Onderweg naar Morgen, Flikken Maastricht en Kinderen geen bezwaar.
Hij is ook werkzaam als stemacteur in verschillende nasynchronisaties. Hij is onder andere te horen in Ovide en zijn vriendjes (stem van Polo), Maple Town (stem van Bobby), Flint the Time Detective (stem van Flint), 102 Echte Dalmatiërs (stem van Kevin Shepherd), Lilo & Stitch: The Series (stem van Cobra Bubbles), De Smurfen (stem van Smulsmurf en Engelsmurf in het 7e seizoen), Kim Possible (stem van Kims vader), De Vervangers (stem van Fleemco), Robotboy (stem van Gus), The Powerpuff Girls (stem van Him, Butch, De Amoebe Boys en de burgemeester), Courage het bange hondje (stem van Courage), Aladdin en de Dievenkoning (stem van Handlanger van de Dievenkoning), The Incredibles uit 2004 (overige stemmen), Shrek 2 uit 2004 (overige stemmen), Shrek the Third uit 2007 (Friemelstein & directeur Pynchley), Dumbo uit 2019 (overige stemmen), Star Wars: The Clone Wars (stem van Yoda, Nute Gunray en Bail Organa), Star Wars Rebels (wederom als de stem van Yoda), Star Wars: Visions (stem van Mitaka, The Elder en Old Henchman), De Prinses en de Kikker (stem van Darnell) en The Boss Baby (stem van Francis Francis). 
Daarnaast regisseerde hij animatieproducties, onder andere Meet the Robinsons, Brandweerman Sam, Koemba (zowel de Nederlandse als de Vlaamse versie), en diverse dvd-films. Ook verzorgde Drupsteen diverse stemmen in de film Cars.
Voor games heeft hij onder meer de Nederlandse stem van Ignitus ingesproken in De Legende van Spyro-trilogie en Dr. Nefarious in Ratchet & Clank.